# Barombia tuberculosa
Barombia tuberculosa är en insektsart som beskrevs av Karsch 1891. Barombia tuberculosa ingår i släktet Barombia och familjen gräshoppor.

## Underarter
Arten delas in i följande underarter:
- B. t. tuberculosa
- B. t. sublaevis